# Омалето
Омалето е местност в района на с. Руен, област Пловдив. Засята предимно с овощи, но най-много с череши. До Омалето води пътят за Руенското езеро, който на около метра след разклона с главния път се разклонява и продължава в черен. В околността се намират парцелите Горачево и Самарлаково.